# Maritimes Sicherheitszentrum
Das Maritime Sicherheitszentrum (MSZ) in Cuxhaven ist ein Kommunikations- und Kooperationsnetzwerk der operativen Kräfte des Bundes und der Küstenländer für maritime Sicherheit.

## Geschichte
Nachdem ein beabsichtigtes Verwaltungsabkommen zwischen Bund und Ländern zur Schaffung einer gemeinsamen Küstenwache gescheitert war, übernahm 1994 der Bund faktisch die gesamte neue Küstenwache einschließlich der Finanzierung und gründete den „Koordinierungsverbund Küstenwache“, der de jure die Bundesbehörden wie Bundespolizei, Zoll, WSV und Fischereischutz koordiniert und der unter dem gemeinsamen Wappen Küstenwache operiert. Nach dem Unglück der Pallas im Jahr 1998 führten die Unzulänglichkeiten bei der Koordination verschiedener Sicherheitskräfte zu umfangreichen politischen Untersuchungen und 2003 zur Gründung des Havariekommandos. Im September 2005 kam es zwischen Bund und Küstenländern zum Abschluss einer Verwaltungsvereinbarung über das Maritime Sicherheitszentrum in Cuxhaven, erneuert im September 2017. 2007 nahm das Gemeinsame Lagezentrum See (GLZ See) im Maritimen Sicherheitszentrum seinen Betrieb auf, 2015 die Bundesleitstelle See (BLSt See).
Im Jahr 2017 wurde der Neubau, dessen Errichtung rund 23,5 Millionen Euro gekostet hat, eröffnet. In diesem Sicherheitszentrum arbeiten rund einhundert Mitarbeiter verschiedener Behörden zusammen. Bundesverkehrsminister Alexander Dobrindt bezeichnete die Einrichtung bei der Eröffnung als ein Koordinationszentrum von Weltrang.
Weiterhin wird die Forderung nach einer Zusammenfassung der vorhandenen Kräfte auf See in monokratischer Struktur erhoben.

## Aufgaben
Im MSZ koordinieren seit Januar 2007 folgende Netzwerkpartner ihre Arbeit zur Gewährleistung der Sicherheit auf See:

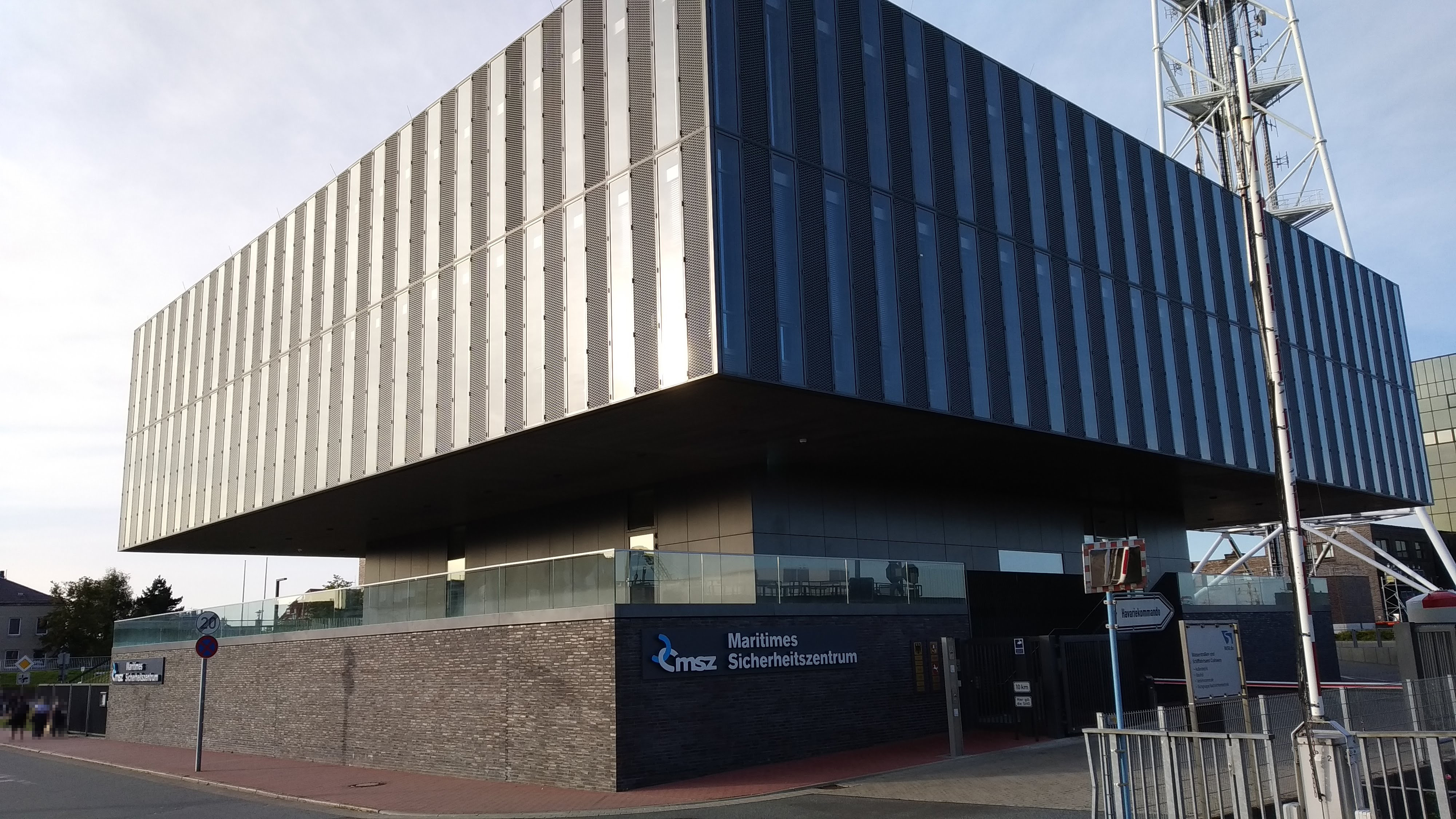
Maritimes Sicherheitszentrum

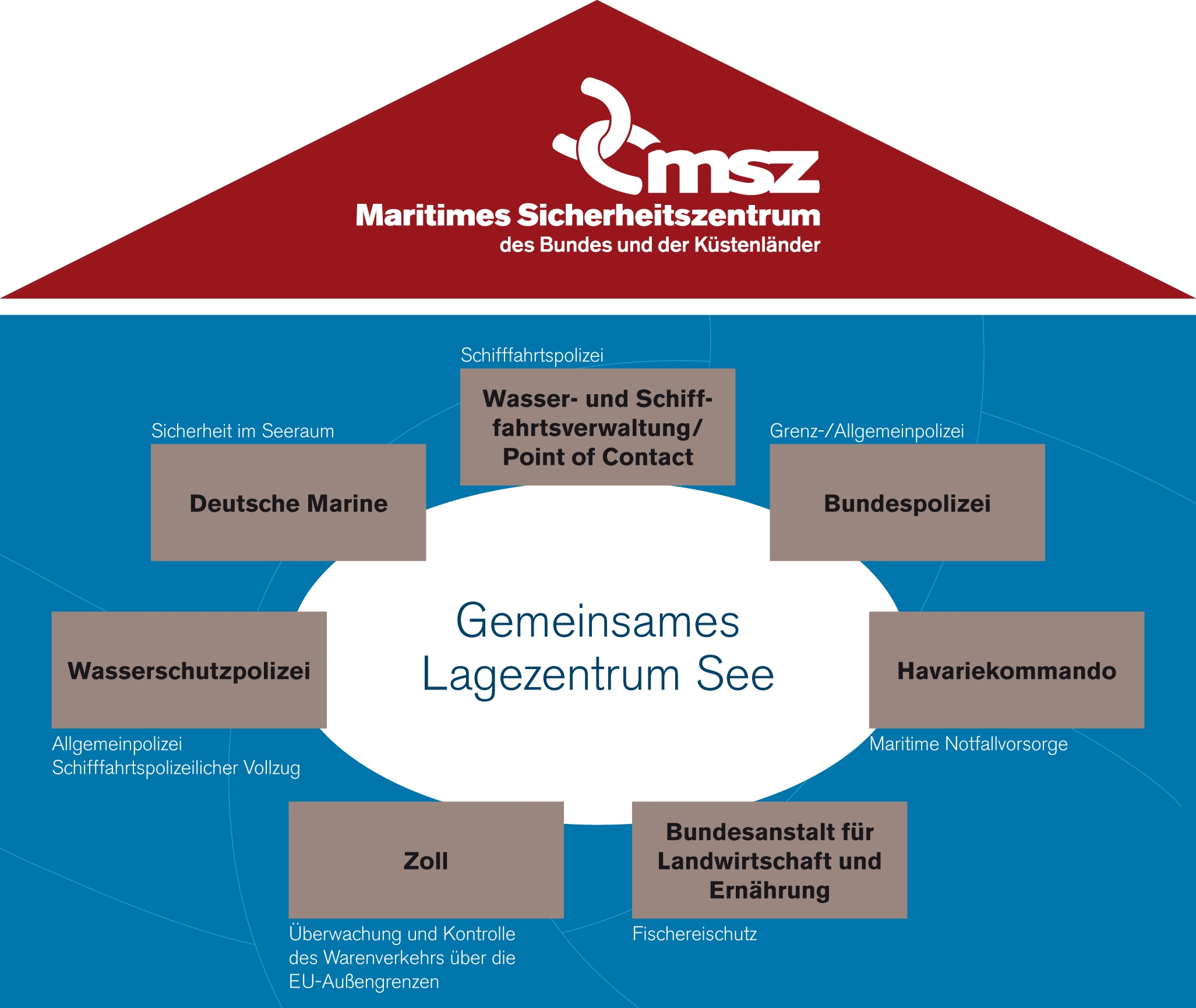
Organigramm

- Wasserstraßen- und Schifffahrtsverwaltung des Bundes
- Bundespolizei
- Behörden der Zollverwaltung
- Fischereischutz der Bundesanstalt für Landwirtschaft und Ernährung
- Leitstelle der Wasserschutzpolizeien der fünf Küstenländer Bremen, Hamburg, Mecklenburg-Vorpommern, Niedersachsen und Schleswig-Holstein

- Havariekommando

- Deutsche Marine

In einem Gemeinsamen Lagezentrum See (GLZ-See) werden die verschiedenen fachlichen Kompetenzen gebündelt. Im Interesse der nationalen und internationalen Schifffahrt sowie der Sicherheit vor der deutschen Küste werden Informationen ausgetauscht und auf der Basis gemeinsamer Lageerkenntnisse Einsätze koordiniert.